# Halberstädter Straße 122

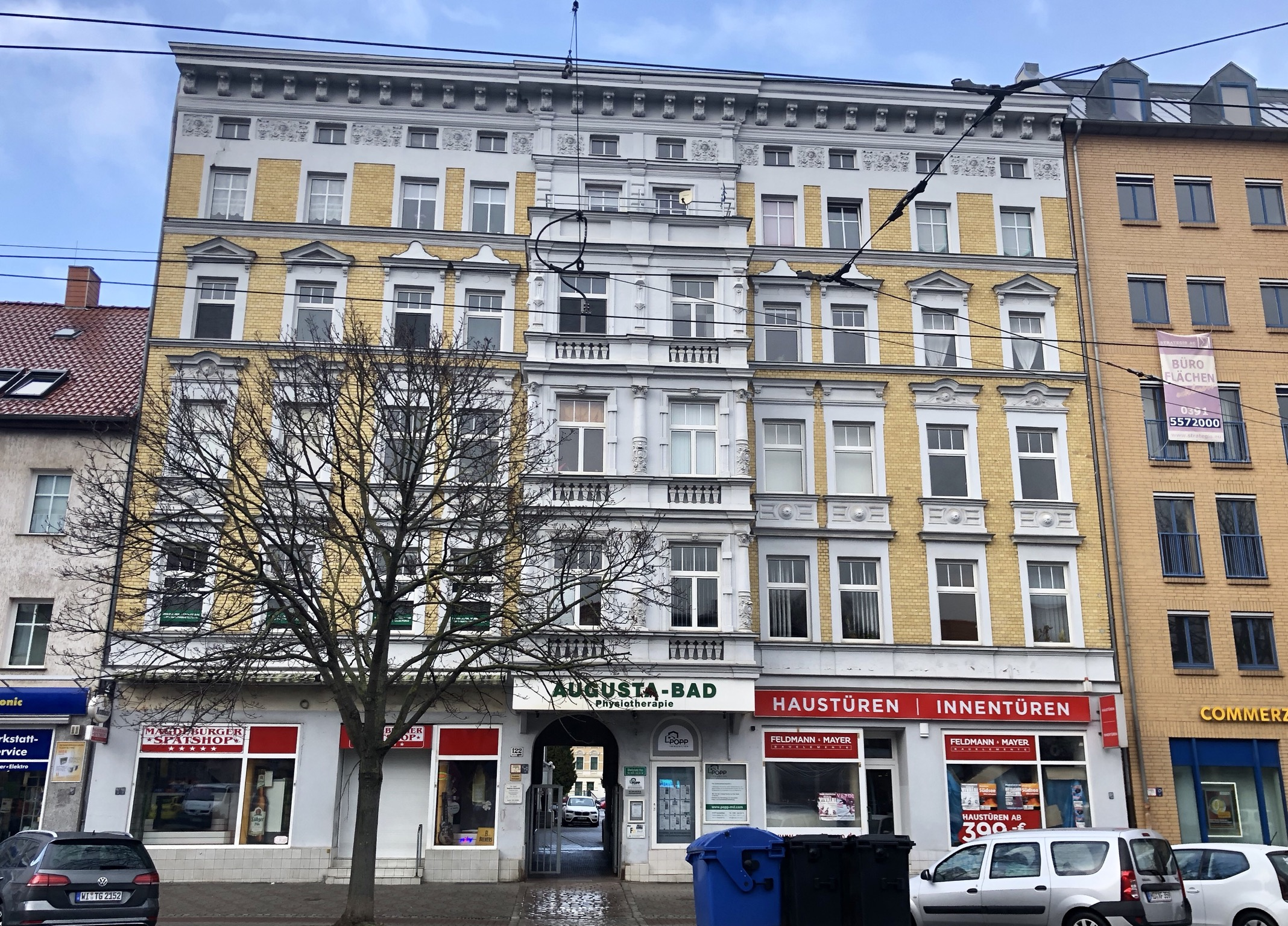
Haus Halberstädter Straße 122, 2019

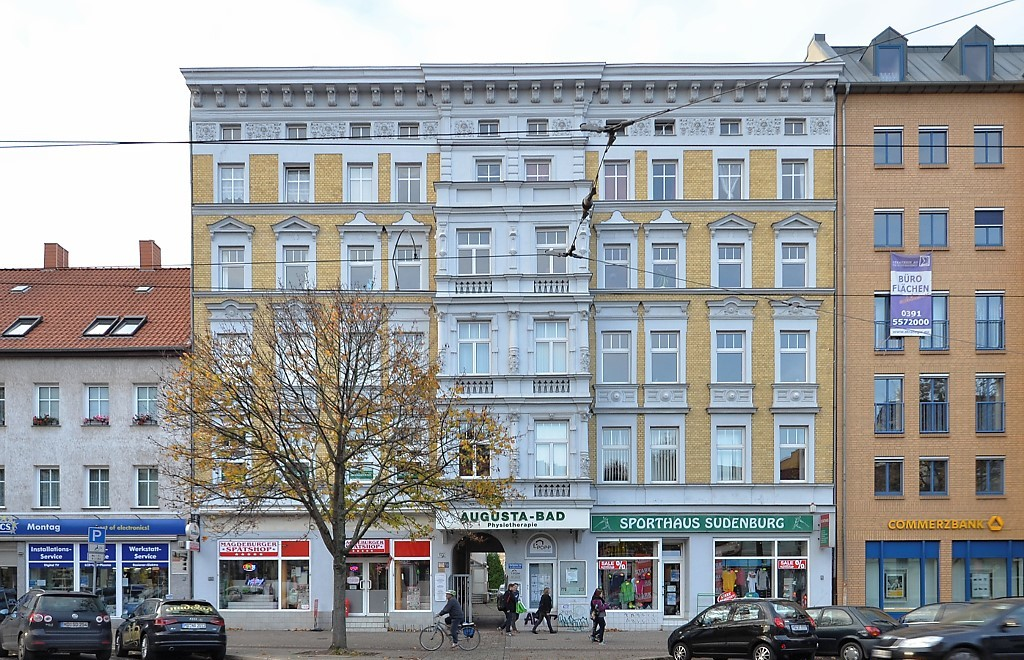
2014

Das Gebäude Halberstädter Straße 122 ist ein denkmalgeschütztes Wohn- und Geschäftshaus im Magdeburger Stadtteil Sudenburg in Sachsen-Anhalt.

## Lage
Es befindet sich auf der Nordseite der Halberstädter Straße, gegenüber der Einmündung der Heidestraße.

## Architektur und Geschichte
Das fünfeinhalbgeschossige Gebäude entstand im späten 19. Jahrhundert im Stil des Neobarock. Die Fassade des Ziegelbaus ist zehnachsig ausgeführt und wird von einem zweiachsigen Kastenerker dominiert, der vor den ersten drei Obergeschossen mittig angeordnet ist. Als Verzierungen finden sich Säulen, Pilaster und Baluster. Die Bereiche zwischen den Fenstern des Mezzaningeschosses sind mit Stuckfeldern versehen, die figürliche Darstellungen zeigen. Es besteht ein Traufgesims mit Konsolsteinen. Bedeckt ist das Haus mit einem Flachdach. 
In der Vergangenheit ursprünglich vorhandener aufwändiger Stuck im Bereich der Fenster ist nicht mehr vorhanden. 
Im örtlichen Denkmalverzeichnis ist das Wohn- und Geschäftshaus unter der Erfassungsnummer 094 81981 als Baudenkmal verzeichnet.
Das Gebäude gilt als städtebaulich bedeutend und wichtiger Teil des noch weitgehend erhalten geblieben gründerzeitlichen Straßenzuges.